# Best of the Best
Campeón de campeones o Best of the Best es una película del año 1989, interpretada por los actores Eric Roberts, Phillip Rhee, James Earl Jones, Sally Kirkland, Chris Penn, John Dye, David Agresta, Tom Everett, Louise Fletcher, John P. Ryan, Edan Gross, Simon Rhee y Kane Hodder.

## Trama
Un equipo formado por los mejores deportistas de los Estados Unidos debe competir en representación de su país en el campeonato del mundo de Taekwondo en Corea. Su principal contrincante es Corea. En el equipo de USA está Alex Grady, luchador semirretirado por culpa de una lesión, y Tommy Lee, atormentado por la muerte de su hermano en un campeonato luchando contra su próximo rival coreano. Alex y Tommy formarán equipo con tres luchadores más y, entrenados por el entrenador Couzo, intentaran ganar el título mundial.

## Reparto
| Personaje              | Actor            | Doblaje - Miami México                 |
| ---------------------- | ---------------- | -------------------------------------- |
| Alexander "Alex" Grady | Eric Roberts     | ¿? Gabriel Cobayassi                   |
| Tommy Lee              | Phillip Rhee     | Xavier Coronel José Luis Reza Arenas   |
| Entrenador Frank Couzo | James Earl Jones | ¿? Guillermo Romano                    |
| Catherine Wade         | Sally Kirkland   | ¿? Anabel Mendez                       |
| Travis Brickley        | Chris Penn       | Eduardo Wasveiler Rolando de Castro    |
| Virgil Keller          | John Dye         | Rolando Felizola ¿? Humberto Solorzano |
| Sonny Grazzo           | David Agresta    | ¿? Germán Fabregat                     |
| Dae Hann               | Simon Rhee       | ¿? Daniel Abundis                      |
| Walter Grady           | Edan Gross       | Arianna López Isabel Martiñon          |

- Datos: Q1467897